# ナフチオン酸
ナフチオン酸（ナフチオンさん、英語: Naphthionic acid）は、化学式がC10H6(SO3H)(NH2)で表される有機化合物である。灰色の写真もみられるが、実際には白色固体である。
アミンとスルホン酸官能基を両方もつナフタレンの誘導体であり、アミノナフタレンスルホン酸の一種である。アゾ染料の合成に利用される。1-アミノナフタレンと濃硫酸の反応で合成する。